# Pau López
Pau López Sabata (Girona, 1994. december 13. –) spanyol válogatott labdarúgó, a Toluca játékosa kölcsönben az O. Marseille csapatától.

## Klubkarrier
Gironában született,Spanyolország, Katalónia tartományában. López 12 évesen került az
Espanyol utánpótlás csapatához. A 2013–2014-es szezonban debütált a Espanyol B csapatánál, mely a Segunda División B bajnokságban.
2014. június 12-én López új négyéves szerződését a (spanyolul: Pericos) papagájokkal, hogy segítse csapatát. 2016. augusztus 31-én a egy szezonra kölcsönbe került az angol Tottenhamhez. 2018. július 4-én ingyen igazolt a Real Betis csapatába. Egy szezon után az olasz AS Roma 23.5 millió €-t szerződtette. 2019. augusztus 25-én mutatkozott be a Genoa CFC ellen.
2024. augusztus 16-án a spanyol Girona kölcsönben szerződtette.
2025. január 7-én vételi opcióval kölcsönbe szerződtette június 30-ig az RC Lens csapata. Másnap a francia klub elállt az üzlettől, miután a Girona jelezte a Marseille felé, hogy január 29-ig meg akarja tartani Lópezt. Január 27-én aláírt kölcsönbe a mexikói Toluca csapatához, ahol a távozó Tiago Volpi helyére szerződtették.

## Karrier statisztika
Legutóbb 2020. augusztus 6-án lett frissítve.
| Klub                           | Szezon           | Bajnokság          | Bajnokság       | Bajnokság | Kupa            | Kupa  | Ligakupa        | Ligakupa | Nemzetközi      | Nemzetközi | Összesen        | Összesen |
| Klub                           | Szezon           | Bajnokság          | Pályára lépések | Gólok     | Pályára lépések | Gólok | Pályára lépések | Gólok    | Pályára lépések | Gólok      | Pályára lépések | Gólok    |
| ------------------------------ | ---------------- | ------------------ | --------------- | --------- | --------------- | ----- | --------------- | -------- | --------------- | ---------- | --------------- | -------- |
| Espanyol B                     | 2013–2014        | Segunda División B | 35              | 0         | —               | —     | —               | —        | —               | —          | 35              | 0        |
| Espanyol                       | 2014–2015        | La Liga            | 2               | 0         | 8               | 0     | —               | —        | —               | —          | 10              | 0        |
| Espanyol                       | 2015–2016        | La Liga            | 36              | 0         | 2               | 0     | —               | —        | —               | —          | 38              | 0        |
| Espanyol                       | 2016–2017        | La Liga            | 0               | 0         | 0               | 0     | —               | —        | —               | —          | 0               | 0        |
| Espanyol                       | 2017–2018        | La Liga            | 29              | 0         | 1               | 0     | —               | —        | —               | —          | 30              | 0        |
| Espanyol                       | Összesen         | Összesen           | 67              | 0         | 11              | 0     | —               | —        | —               | —          | 78              | 0        |
| Tottenham Hotspur (kölcsönben) | 2016–2017        | Premier League     | 0               | 0         | 0               | 0     | 0               | 0        | 0               | 0          | 0               | 0        |
| Real Betis                     | 2018–19          | La Liga            | 33              | 0         | 0               | 0     | —               | —        | 2               | 0          | 35              | 0        |
| AS Roma                        | 2019–20          | Serie A            | 32              | 0         | 2               | 0     | —               | —        | 8               | 0          | 42              | 0        |
| Karrier összesen               | Karrier összesen | Karrier összesen   | 167             | 0         | 13              | 0     | 0               | 0        | 10              | 0          | 179             | 0        |

## Fordítás
Ez a szócikk részben vagy egészben  a   Pau López című angol Wikipédia-szócikk fordításán alapul.  Az eredeti cikk szerkesztőit annak laptörténete sorolja fel. Ez a jelzés csupán a megfogalmazás eredetét és a szerzői jogokat jelzi, nem szolgál a cikkben szereplő információk forrásmegjelöléseként.